# キューブシステム
株式会社キューブシステム（Cube System Inc.）は、東京都品川区に本社を置くシステムインテグレーター企業である。

## 概要
親会社を持たない資本的に独立した独立系システムインテグレーターとされている。
銀行向け・流通向けのシステム開発が主業。
FSA（富士通系ソフトウェア業グループ）会員である。

## 沿革
- 1972年7月 - カストマエンジニアーズ株式会社設立。
- 1984年6月 - 富士通株式会社とシステム・エンジニアリング業務受託契約を締結し、システムインテグレーション・サービスを開始。
- 1988年3月 - 株式会社野村総合研究所とシステム開発受託についての基本契約を締結し、システムインテグレーション・サービスおよびシステムアウトソーシング・サービスを開始。
- 1990年10月 - 現社名に変更。
- 2002年10月 - ジャスダック上場。
- 2003年2月 - 株式会社野村総合研究所とシステムソリューション事業で提携を強化するために「eパートナー契約」を締結。
- 2006年11月 - 東京証券取引所第二部上場。
- 2014年3月 - 東京証券取引所第一部に指定替え。
- 2015年7月 - 本社を東京都品川区大崎に移転

## 連結子会社
- 北海道キューブシステム
- CUBE SYSTEM VIETNAM CO.,LTD.
- 上海求歩申亜信息系統有限公司